# Friedenskirche (Ockenhausen)

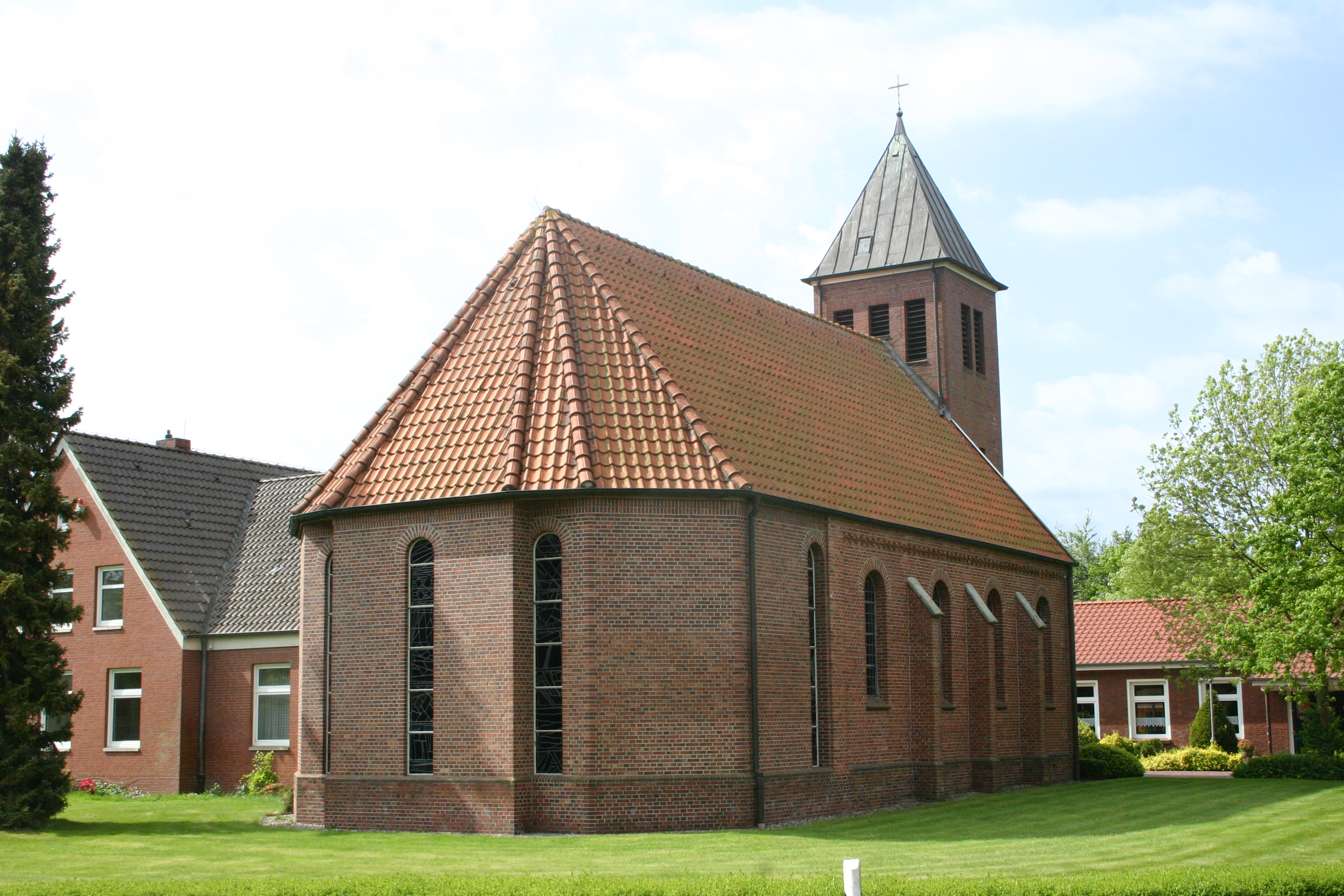
Friedenskirche

Die evangelisch-lutherische Friedenskirche wurde 1899 in Ockenhausen, einem Ortsteil  der Gemeinde Uplengen, errichtet.

## Geschichte
Die Moorkolonie Ockenhausen wurde 1815 gegründet. Ohne dass dies offiziell geregelt wurde, war der Ort in kirchlicher Hinsicht dem Kirchspiel Uplengen zugeordnet und wurde von den Pastoren in Remels versorgt. Der schlechte Zustand der Wege und Straßen bis ins frühe 20. Jahrhundert – zum einen wegen der Boden- und Entwässerungsverhältnisse, zum anderen wegen finanzieller Mängel- erschwerte den Besuch der Kirche in Remels. Mehrfach beklagten sich die Bewohner von Ockenhausen über diesen Missstand.
Am Ende des 19. Jahrhunderts wuchs das Bedürfnis, eine selbstständige Gemeinde zu gründen. Das Kirchenbuch der Muttergemeinde in Remels dokumentiert Pläne für eine neu zu gründende Kirchengemeinde Ockenhausen.
Am 6. Dezember 1897 wurde die Kirchengemeinde Ockenhausen gegründet, die zunächst noch nicht über eigenen Pastoren, einen Kirchenvorstand und ein Kirchengebäude verfügte. Die ersten Gottesdienste wurden in einem Predigtlokal abgehalten. Die Berufung von Pastor Johann Dietrich Müller aus Leer zum Pastoren erfolgte, bevor ein Kirchenvorstand gewählt worden war. Die Wahl des Kirchenvorstands fand am 12. April 1898 in der Schule zu Ockenhausen statt. Zu dessen ersten Aufgaben gehörte der Bau eines Pastorats mit angeschlossenem Betsaal. Die Fertigstellung erfolgte 1899.
In den Jahren 1988 bis 1990 erfuhr das Kirchengebäude eine große Umgestaltung. Dabei wurde der Chorraum um fünf Meter in Richtung Osten erweitert. Der neue Gebäudeteil wird durch fünf hohe Chorfenster dominiert.
Am 6. Dezember 1997 feierte die Gemeinde ihr 100-jähriges Bestehen.

## Ausstattung

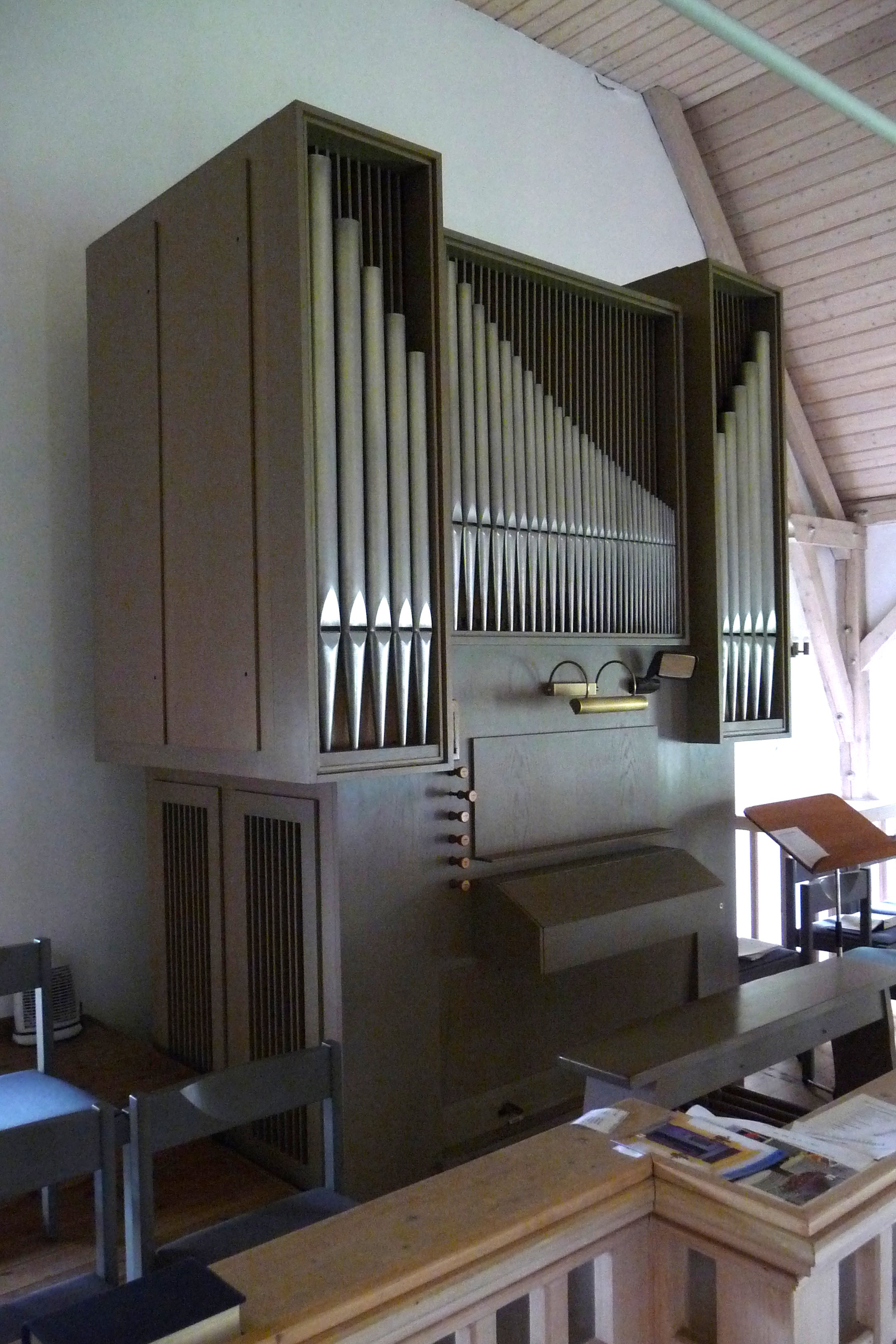
Führer-Orgel von 1972

Der Innenraum ist im Bereich des Altar- und Turmraums sowie im Mittelgang mit roten handgeformten Ziegelplatten belegt. Taufstein, Kanzel und Altar sind aus roten Handformsteinen aufgemauert. Die Buchablage auf der Kanzel, das Kreuz und der Kerzenhalter auf dem Altar sowie die Taufschale auf dem Taufstein wurden von Walter Arno aus Elmshorn entworfen.
In den Jahren 1970 bis 1972 schuf Alfred Führer eine kleine Orgel. Das Instrument verfügt über sechs Register auf einem Manual und Pedal.

## Pastoren
- 30. März 1898 – 6. Oktober 190100: Johann Dietrich Müller
- 30. Oktober 1901 – 22. April 19060 : Paul Voß
- 11. Mai 1906 – 25. Januar 1909000: Karl Georg Doden
- 31. Januar 1909 – 10. Januar 1912 : Friedrich Stockstrom
- 16. Mai 1912 – 6. April 1913000000: Sibo Markus Siuts
- 10. August 1913 – 28. Juni 1916 00: Johannes Anton Jodokus Feldtrup
- 29. Oktober 1916 – 31. März 19500: Wilhelm Hermann Wübbena
- 1950–19790000000000000000000 : Wilhelm Soeken
- 1. April 1980 – 24. Januar 1988000: Friedrich Wilhelm Hinrichsen-Mohr
- August 1988 – Juli 2008 00000000 : Joachim Opitz
- seit dem 14. Juni 20090000000000: Stephan Pregitzer